# Нагоряны (Ровненская область)
Нагоряны (укр. Нагоряни) — село в Семидубской сельской общине Дубенского района Ровненской области Украины.
Население по переписи 2001 года составляло 198 человек. Почтовый индекс — 35660. Телефонный код — 3656. Код КОАТУУ — 5621688207.